# Câmara Legislativa do Distrito Federal
A Câmara Legislativa do Distrito Federal (CLDF) é o órgão de poder legislativo do Distrito Federal brasileiro. É constituída por 24 deputados distritais eleitos pelo voto popular direto para mandatos de quatro anos. Foi prevista na Constituição Federal de 1988 e suas primeiras eleições ocorreram em outubro de 1990.
A Câmara Legislativa está sediada em Brasília, sede do governo, e funciona na Praça do Buriti. Dentre suas prerrogativas, estão a elaboração e aprovação de leis, bem como apreciação de vetos do governador e o exercício do controle externo das contas públicas, exercido através do Tribunal de Contas do Distrito Federal.

## História

### Exercício delegado do Poder Legislativo
Com a inauguração Brasília como a capital federal, em abril de 1960, o presidente Juscelino Kubitschek sancionou a Lei nº 3.751 prevendo que as funções relacionadas ao Poder Legislativo da cidade seriam exercidos por comissões do Congresso Nacional. Previa-se que esta situação seria provisória, tendo em vista que os eleitores da capital federal deveriam eleger seus representantes, para a então chamada Câmara do Distrito Federal, nas eleições de 1962. No entanto, as eleições nunca ocorreram e o Congresso manteve as competências legislativas sobre o DF. Eventualmente houve a formação da Comissão do Distrito Federal, constituída de senadores da República.
A Comissão do Distrito Federal desempenhou as funções legislativas por três décadas, de 1961 a 1991. Em 1969, a Emenda Constitucional nº 1, em seu artigo dezessete, fixou: "Caberá ao Senado Federal discutir e votar projetos de lei sobre matéria tributária e orçamentária, serviços públicos e pessoal da administração do Distrito Federal." O órgão era formado por senadores da República, normalmente de outros estados, e "funcionava como um Legislativo, mas apenas para homologar as decisões do Executivo. Eventualmente, apreciava algum projeto de lei."
Na década de 1980, os moradores de Brasília empreenderam uma intensa luta por sua autonomia política. Em 1986, elegeram seus representantes para o Congresso. Durante as discussões sobre o processo de abertura política, a ideia ganhou a adesão de importantes políticos nacionais, como o candidato à presidência Tancredo Neves, que declarou, durante comício organizado pelo Comitê pelo Voto no Distrito Federal: "Existem cidadãos cassados, mas não pode haver uma cidade cassada." Em 1988, a nova Constituição estabeleceu eleições diretas para o legislativo distrital.

### Câmara Legislativa
Em outubro de 1990, os eleitores do Distrito Federal foram às urnas para eleger, pela primeira vez, seus representantes locais, bem como o governador. Foram eleitos 24 parlamentares, empossados para a primeira legislatura em 1º de janeiro de 1991, durante sessão no Senado Federal. Nos meses seguintes, enquanto os deputados discutiam as normativas necessárias para o funcionamento da casa, o Regimento Interno do Senado foi utilizado para orientar as deliberações. Simultaneamente, iniciaram as discussões em torno da criação de uma Lei Orgânica, que foi promulgada em junho de 1993.
Em seus primeiros anos, a Câmara enfrentou diversas dificuldades, de modo que a primeira legislatura ocupou boa parte de seu tempo deliberando sobre a estruturação e o funcionamento administrativo. Sua sede funcionou em local provisório, em prédio cedido pela Empresa de Assistência Técnica e Extensão Rural, até 2010, quando foi inaugurado edifício próprio, ao custo de R$ 120 milhões. Em 1991, estabeleceu seu Regimento Interno pela resolução de nº 19 e criou sua biblioteca. Em 1998, contava com 763 servidores vinculados, sendo que 607 eram de livre provimento. No mesmo ano, formou seu canal legislativo, a TV Legislativa, em parceria com a Universidade de Brasília.
Da primeira legislatura até a sexta, isto é, de 1991 a 2015, os deputados distritais apresentaram 15 mil propostas de leis ordinárias, das quais 37% foram aprovadas. Outras 3,1 mil proposições de leis complementares foram protocoladas, com a aprovação de 28% delas. No mesmo período, o tempo médio de tramitação era de 10,8 meses para projetos de lei e 5,9 meses para projetos de leis complementares. O governador Cristovam Buarque foi quem contou com maior oposição parlamentar (62,5% eram oposicionistas), enquanto Agnelo Queiroz teve a maior base de sustentação (66,67%). Dos projetos de leis ordinárias encaminhadas pelos governadores, 82,7% foram referendados. Ademais, as proposições dos chefes de executivo tramitaram bem mais rapidamente e 10,79% dos projetos de leis ordinárias aprovadas pelos deputados distritais foram vetados.
Entre 2009 e 2010, deputados distritais estiveram envolvidos em um escândalo de corrupção conhecido como Mensalão do DEM, que atraiu repercussão nacional. Nele, dez parlamentares foram gravados recebendo dinheiro. Todos foram denunciados pela Procuradoria-geral da República por corrupção passiva e lavagem de dinheiro. Oito eram deputados em exercício do mandato. Com a renúncia do governador José Roberto Arruda e do vice Paulo Octávio, os deputados elegeram Rogério Rosso para o cargo até o término daquele mandato, em 2011.
Ademais, a Câmara Legislativa foi pioneira ao eleger mulheres para seus principais cargos: em 1997, a deputada Lúcia Carvalho se tornou a primeira mulher a presidir uma Assembleia Legislativa no Brasil e, em 2015, a mesa diretora foi comandada de forma inédita por duas mulheres, com Celina Leão como presidente e Liliane Roriz como vice-presidente.

## Atribuições e denominação
Em virtude do caráter diferenciado dado pela Constituição ao Distrito Federal, a Câmara Legislativa atua como um misto de Assembleia estadual e Câmara Municipal, acumulando as competências legislativas de estado e de município. Igualmente, ao contrário das demais unidades federativas, o legislativo distrital não é denominado de "Assembleia Legislativa", mas de "Câmara Legislativa". O nome foi escolhido durante as deliberações da Assembleia Nacional Constituinte de 1987. Na época, haviam correntes que defendiam tanto o termo "Assembleia Legislativa" quanto "Câmara Municipal", prevalecendo "Câmara Legislativa" como uma solução consensual.
A Câmara Legislativa exerce, por meio do Tribunal de Contas (TCDF), a fiscalização e o controle da administração financeira e orçamentária do Distrito Federal. Trata-se de um órgão autônomo formado por sete conselheiros, dos quais quatro são designados pela Câmara. Foi criado em 1960 e estava inicialmente vinculado ao Senado.

## Sessões
A Câmara Legislativa realiza anualmente duas sessões: de 1º de fevereiro a 30 de junho e de 1º de agosto a 15 de dezembro. Sessões extraordinárias podem ser convocadas a qualquer tempo. A primeira sessão realizada em cada legislatura, em 1º de janeiro, é denominada de "preparatória", sendo incumbida de empossar os parlamentares eleitos e escolher a mesa diretora.

## Comissões permanentes

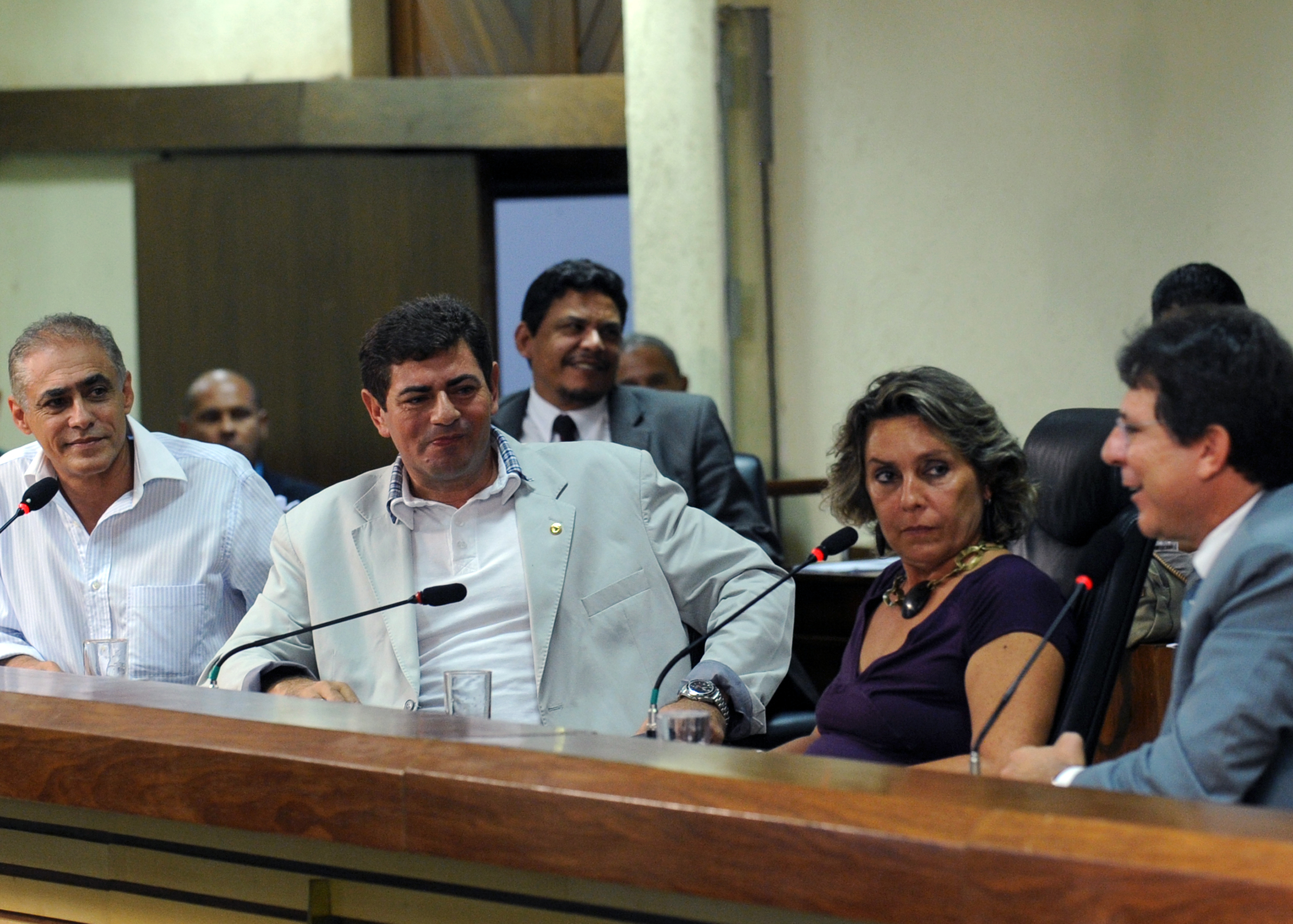
Uma reunião no Conselho de Ética, em fevereiro de 2010

Na década de 1990, o legislativo distrital instituiu quatro comissões permanentes: Constituição e Justiça (1991), Economia, Orçamento e Finanças
e de Assuntos Sociais (1991), Defesa dos Direitos Humanos e Cidadania (1992) e Ética e Decoro Parlamentar (1997). O número foi ampliado seguidamente, sendo que cada uma delas era composta por cinco deputados, contando com um presidente e um vice-presidente. Em 2020, existiam onze comissões permanentes, sendo as seguintes:
| - Comissão de Constituição e Justiça (CCJ) - Comissão de Economia Orçamento e Finanças (CEOF) - Comissão de Assuntos Sociais (CAS) - Comissão de Defesa do Consumidor (CDC) - Comissão de Defesa Direitos Humanos, Cidadania, Ética e Decoro Parlamentar (CDDHCEDP) - Comissão de Assuntos Fundiários (CAF) | - Comissão de Desenvolvimento Econômico Sustentável, Ciência, Tecnologia, Meio Ambiente e Turismo (CDESCTMAT) - Comissão de Educação, Saúde e Cultura (CESC) - Comissão de Segurança (CS) - Comissão de Fiscalização Governança Transparência e Controle (CFGTC) - Comissão de Transporte e Mobilidade Urbana (CTMU) |

## Composição

### Mesa diretora
Trata-se de um órgão colegiado, responsável por dirigir os trabalhos legislativos e os serviços administrativos. É constituída por oito deputados, eleitos entre os parlamentares para mandatos de dois anos, sendo vedada a reeleição para o mesmo cargo na eleição seguinte.

### Deputados distritais
A Câmara Distrital é formada por 24 deputados distritais, correspondendo ao triplo do número de deputados federais representantes dos eleitores do Distrito Federal.

#### Recordes
| Categoria             | Deputado       | Quando                 |
| --------------------- | -------------- | ---------------------- |
| Deputado mais votado  | Fábio Felix    | 2022, com 51.792 votos |
| Deputado menos votado | Wasny de Roure | 1990, com 2.848 votos  |

### Servidores
A Câmara Legislativa do Distrito Federal é composta, em sua esfera administrativa (no ano de 2018), por 567 servidores públicos efetivos (concursados), frente a 1.155 servidores públicos não efetivos (de confiança). Existiam 486 cargos efetivos vagos, considerando-se que o último concurso público para provimento de cargos efetivos ocorreu em 2018.

## Assistências
Os deputados, ex-deputados, assessores, ex-assessores e servidores, assim como seus respectivos familiares, podem usufruir de diversas assistências fornecidas pela Câmara Legislativa. O Fundo de Assistência à Saúde dos Deputados Distritais e Servidores da Câmara Legislativa do Distrito Federal (Fascal) presta assistência à saúde dos usuários cadastrados, sendo a adesão ao plano de saúde facultativa.
Em maio de 2020, os deputados distritais aprovaram por 16 votos a favor, 6 abstenções e 2 ausências, uma emenda que tornou vitalício o plano de saúde oferecido pela Fascal para ex-deputados e familiares próximos.